# Саккуловское сельское поселение
Саккуловское се́льское поселе́ние — муниципальное образование в Сосновском районе Челябинской области Российской Федерации. В рамках административно-территориального устройства муниципальное образование  соответствует административно-территориальной единице Саккуловский сельсовет.
Административный центр — посёлок Саккулово.

## История
Статус и границы сельского поселения установлены Законом Челябинской области от 9 июля 2004 года № 246-ЗО «О статусе и границах Сосновского муниципального района и сельских поселений в его составе».

## Население
| 2002  | 2010  | 2011  | 2012  | 2013  | 2014  | 2015  |
| ----- | ----- | ----- | ----- | ----- | ----- | ----- |
| 3923  | ↘3862 | ↗3870 | ↗3990 | ↗4097 | ↗4144 | ↘4085 |
| 2016  | 2017  | 2018  | 2019  | 2020  | 2021  | 2023  |
| ↘4011 | ↘4001 | ↘3962 | ↘3958 | ↗3961 | ↘3936 | ↘3918 |

## Состав сельского поселения
| № | Населённый пункт | Тип населённого пункта          | Население |
| - | ---------------- | ------------------------------- | --------- |
| 1 | Большое Таскино  | деревня                         | ↘283      |
| 2 | Саккулово        | посёлок, административный центр | ↗1856     |
| 3 | Смольное         | деревня                         | ↘406      |
| 4 | Султаева         | деревня                         | ↗621      |
| 5 | Чишма            | деревня                         | ↘337      |
| 6 | Шимаковка        | деревня                         | ↘165      |
| 7 | Этимганова       | деревня                         | ↗194      |

## Инфраструктура
На территории поселения расположены: средняя школа, основная школа, 3 начальные школы, 5 фельшерско-акушерских  пунктов, амбулатория, детский сад.
Предприятия-налогоплательщики: ООО «Гранит-сервис»,  ООО «Скала»,  ООО «Южно-Султаевский гранитный карьер», ООО «Агромонолит», ОГПУ «Сосновское ПРСД, ФГУП «Родон», ООО «Сосновский рудник», ООО «Газпромнефть-Челябинск», КФХ Салавата Юлаева, крестьянское хозяйство «Выбор».